# Valeria González
Valeria González (15 settembre 1988) è una pallavolista portoricana.
Gioca nel ruolo di libero nelle Leonas de Ponce.

## Carriera
La carriera Valeria González inizia a livello giovanile nell'ARSEL Voleibol Club, dove gioca fino al 2010 nel ruolo di schiacciatrice. Nel 2011 viene costretta a saltare l'intera stagione per infortunio, ritardando il suo esordio da professionista nella Liga Superior portoricana, che arriva nella stagione 2012 con le Leonas de Ponce, dove viene convertita al ruolo di libero, ricevendo al termine del campionato il premio di miglior esordiente. Nel 2012 viene inserita nella lista della nazionale portoricana per il World Grand Prix, senza tuttavia esordire in alcuna partita della competizione.

## Palmarès

### Premi individuali
- 2012 - Liga Superior portoricana: Miglior esordiente